# Cloudesley Shovell
Cloudesley Shovell (né en novembre 1650 et mort le 22 ou 23 octobre 1707) est un officier de marine anglais, amiral de la flotte. Issu du rang et participant à de nombreuses batailles importantes à la fin du XVIIe siècle et au début du XVIIIe siècle, il est un héros populaire britannique. Sa carrière prit fin lors du désastre naval des Sorlingues. Il représente Rochester à la chambre des communes de 1695 à sa mort.

## Biographie

### Origines et famille
Le nom de baptême inhabituel de Cloudesley est le nom de famille de sa grand-mère maternelle Lucy Cloudisley, qui est la fille de Thomas Cloudisley. Son père, John Shovel, un gentleman, descend d'une famille qui possédait des biens et était originaire de Norwich alors que sa mère descendait de la petite noblesse locale. Bien qu'ils n'étaient pas pauvres, les Shovells n'étaient pas considérés comme fortunés .
En 1653, alors que Cloudesley est âgé de trois ans, son père décède. Il laisse à sa mort 100 £ à chacun de ses trois fils, Nathaniel, Thomas et Cloudesley. Veuve, sa mère, Anne Jenkinson, se remarie à John Flaxman. En 1691, Cloudesley Shovell épouse Elizabeth, Lady Narborough (née Hill), la veuve de son ancien commandant, le Rear Admiral Sir John Narborough. Par cette alliance, il a deux beaux-fils Sir John Narborough, 1st Baronet, et James Narborough, qui serviront tous les deux la Navy, et mourront à l'âge de 23 et 22 ans, dans le naufrage du HMS Association en 1707. Shovell et sa femme ont deux filles : Elizabeth et Anne. Elizabeth épouse premièrement le 1er Baron Romney alors qu'Anne se marie à John Blackwood. Elizabeth Shovell, l'ex-Lady Narborough, est enterrée à Saint Paulinus Church, Crayford, où il existe un mémorial érigé pour elle et son mari. Cloudesley Shovell figure aussi sur le mémorial érigé pour ses deux beaux-fils à Knowlton Church. Le mémorial offre une représentation du naufrage du HMS Association.

### Orthographe de son nom
Il existe plusieurs versions dans l'écriture de son nom de baptême et de son nom de famille. Lui-même utilisait l'orthographe Cloudesley Shovell dans un écrit du 20 avril 1701, alors qu'il est âgé de cinquante ans. Aussi bien son père que sa veuve écrivent leur nom Shovell dans leurs testaments. Le prénom Cloudesley était souvent signé de manière indistincte ce qui peut avoir donné naissance à la variété des orthographes utilisées par les biographes ultérieurs. Ainsi, les orthographes Cloudisley et Shovel apparaissent parfois dans les livres et articles sur lui.

### Jeunesse et débuts
Shovell est baptisé à Cockthorpe dans le Norfolk, en 1650. Il prend la mer pour la première fois en tant que garçon de cabine au service de l'Admiral Sir Christopher Myngs, qui était apparenté à son père. Grâce aux relations de sa famille il intègre la Royal Navy comme mousse en 1664.

### Service dans laRoyal Navy

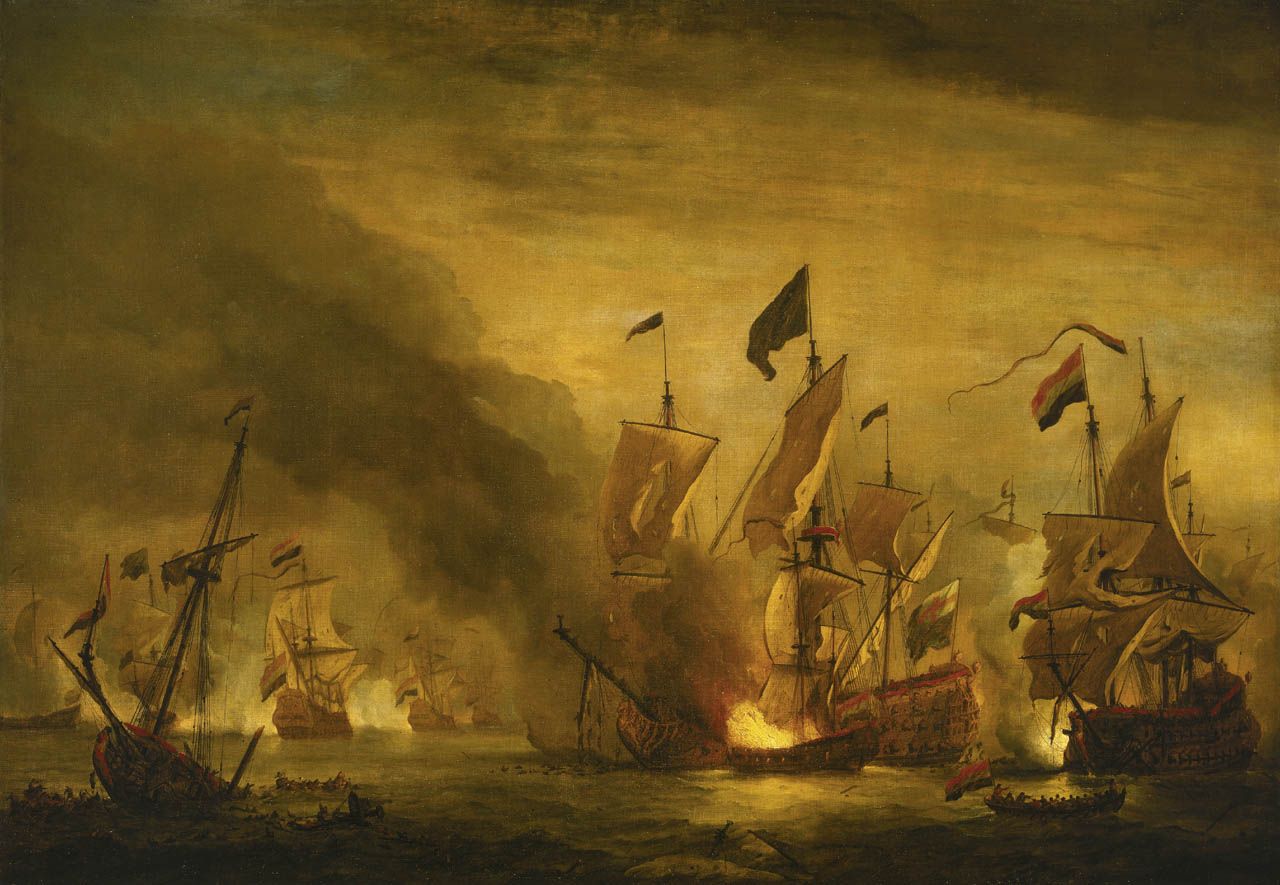
Bataille de Solebay, 28 mai 1672.

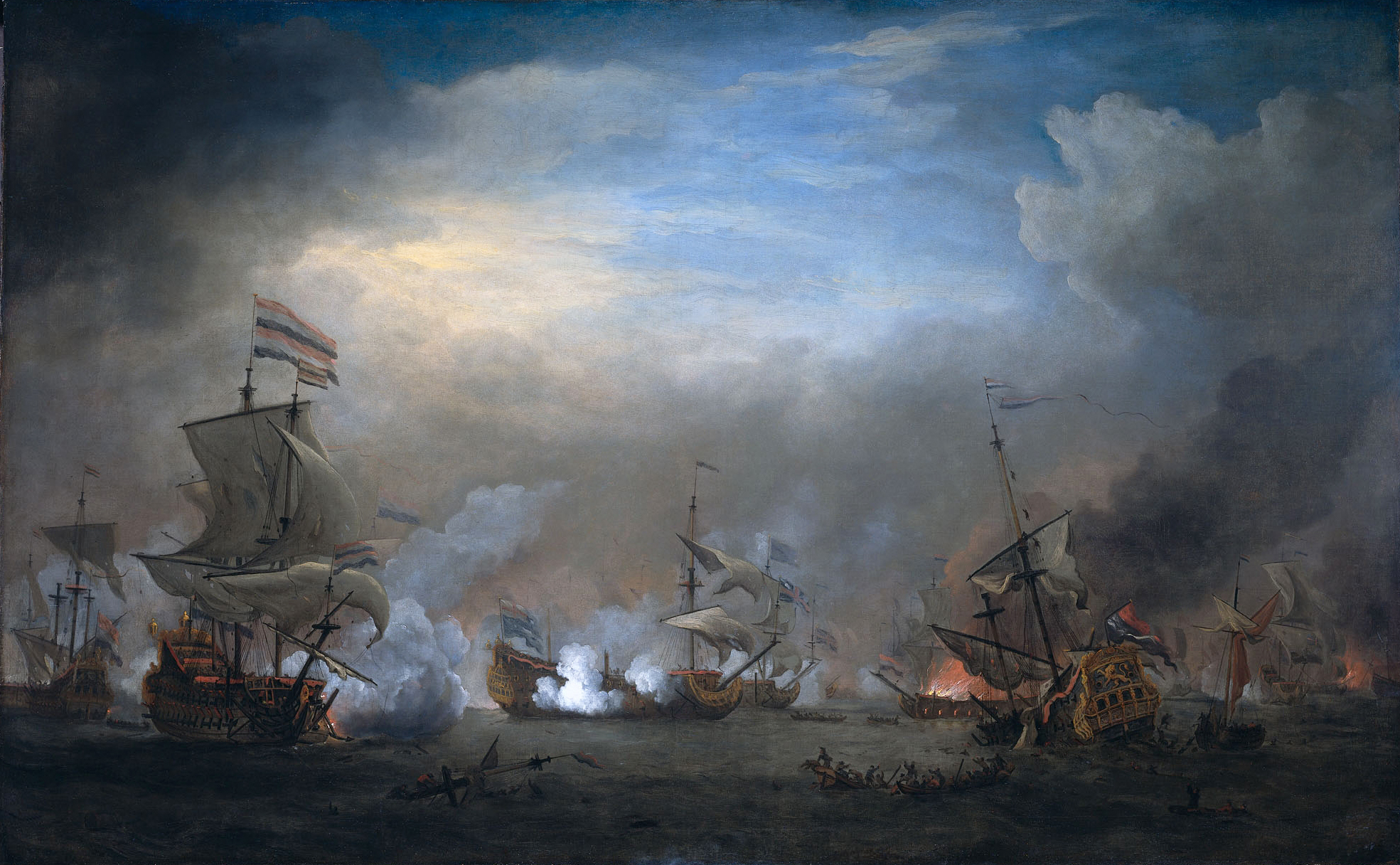
Bataille de Texel, 21 août 1673.

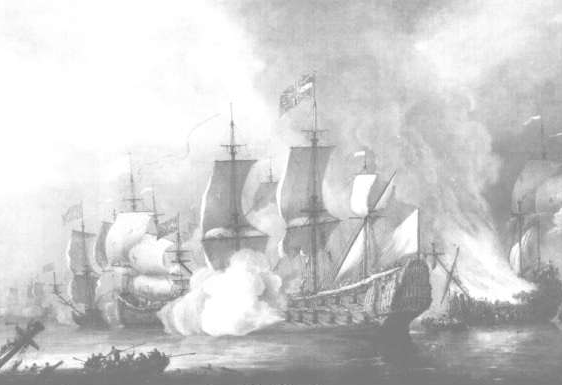
Bataille de la baie de Bantry, 11 mai 1689.

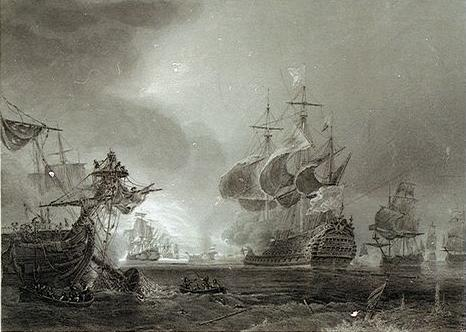
Bataille de Beachy Head, 10 juillet 1690.

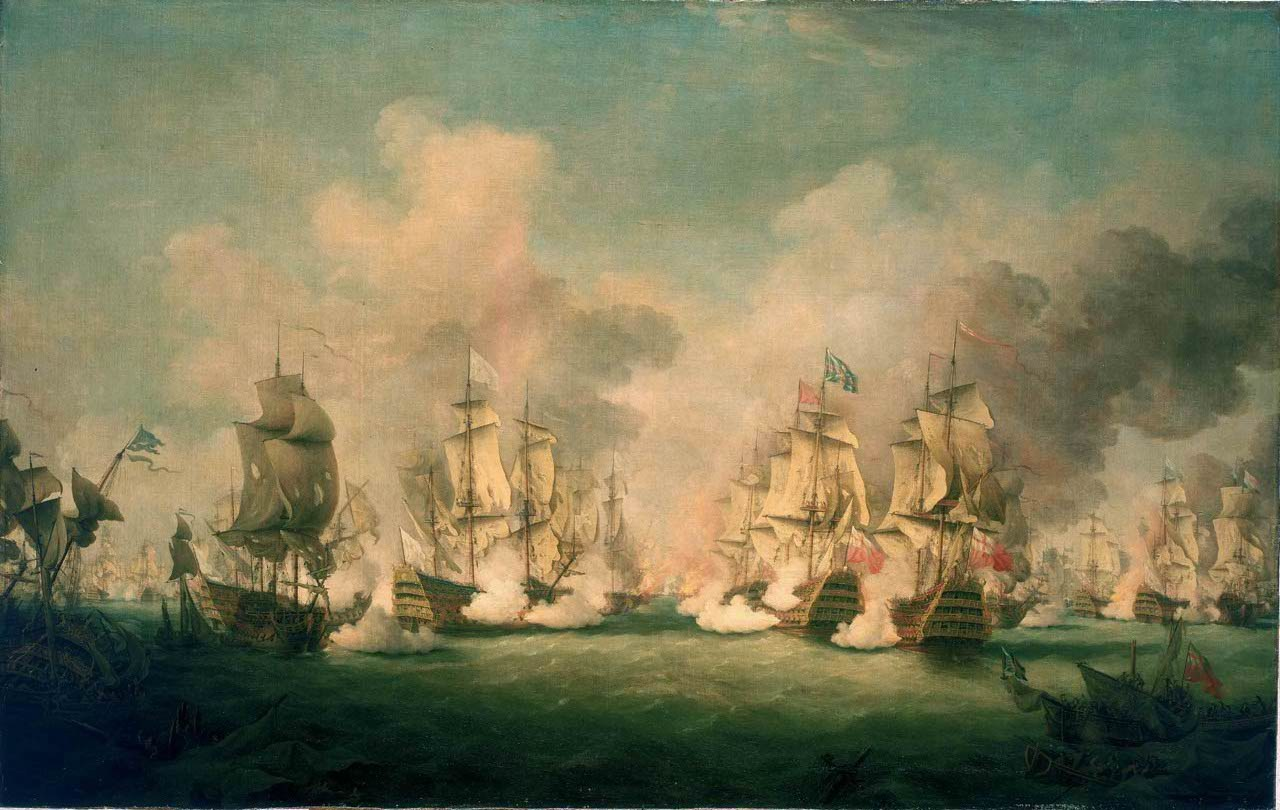
Batailles de Barfleur et de la Hougue, 19 mai 1692.

Au début de sa carrière, il prend part à plusieurs voyages aux Indes occidentales et en Amérique du Sud et le 22 janvier 1672 il est promu Midshipman sur le HMS Prince et participe à la bataille de Solebay au large des côtes du Suffolk le 28 mai lorsqu'une flotte combinée franco-anglaise est surprise et attaquée par une flotte hollandaise, commandée par le luitenant-admiraal Michiel de Ruyter. Plus tard en 1672, Shovell est promu Master's Mate à bord du HMS Fairfax, puis du HMS Harwich et finalement du HMS Henrietta. Le 21 août 1673, il prend à nouveau part à un combat, cette fois lors de la bataille de Texel. Une flotte combinée franco-anglaise qui essayait de débarquer des troupes aux Pays-Bas est repoussée par une flotte hollandaise inférieure en nombre, commandée à nouveau par l'amiral de Ruyter.
À la mort de l'Admiral Sir Christopher Myngs des suites de ses blessures reçues au cours de la deuxième guerre anglo-néerlandaise, la carrière et l'avancement de Shovell continuent grâce à l'influence d'une relation distante, Sir John Narborough. Shovell entreprend alors d'étudier la navigation, et, grâce à ses dispositions pour le matelotage et au courage et à la franchise qu'il montre, il obtient une promotion rapide. Le 25 septembre 1673, il est promu au grade de Second Lieutenant à bord de l’Henrietta et croise le long des côtes d'Afrique du nord. Dans la Méditerranée, il sert sous les ordres de Narborough contre les corsaires barbaresques. En 1675, il est transféré sur le Harwich et prend part à une campagne d'un an contre le repère de pirates de Tripoli. Le 14 janvier 1676, Shovell mène une attaque surprise contre les pirates coulant plusieurs de leurs navires. Pour cette action, il reçoit la somme de 80 £ de son commandant Sir John Narborough. Deux mois plus tard, un nouveau raid victorieux contre les pirates est mené, en guise de récompense Shovell reçoit une médaille en or des mains du roi Charles II, et dans une lettre de l’Admiralty, Samuel Pepys note la satisfaction du Roi concernant des actions de Shovell. De cette période date le début de son ascension. Le 16 avril 1677, Shovell est promu First Lieutenant à bord du HMS Plymouth et six mois plus tard, il reçoit son premier commandement en tant que captain du HMS Sapphire. Il passe les neuf prochaines années sur différents vaisseaux en Méditerranée lors de campagnes contre les barbaresques.
En mai 1689, Shovell sert pendant la Guerre de la Ligue d'Augsbourg sous les ordres de Admiral Herbert. Capitaine du HMS Edgar, il est présent lors du premier combat naval lors de la bataille de la baie de Bantry lorsqu'une flotte français fait débarquer des troupes pour soutenir les prétentions de Jacques II contre celles de Roi Guillaume III. À l'issue de la bataille, Shovell et le capitaine John Ashby sont faits chevaliers par le Roi. En octobre, il croise dans la zone entre l'Irlande et les Sorlingues. En 1690, Sir Cloudesley transporte Guillaume III à travers le Canal Saint-George jusqu'en Irlande, et est promu Rear Admiral of the Blue et combat à la bataille de Beachy Head. En 1691, il épouse Lady Elizabeth Narborough, veuve de son ancien commandant. En 1692, il est nommé Rear Admiral of the Red et prend part à la bataille de Barfleur en mai. Il rejoint l'amiral Russell sous les ordres duquel il se distinguera à La Hougue, étant le premier à percer la ligne de bataille française à bord du HMS Prince. Pendant le combat au large de Barfleur, Shovell est blessé à la cuisse et souffre d'une septicémie mais il parvient à guérir à son retour en Angleterre. Peu après, lorsque l'amiral Russell est remplacé, Shovell est placé conjointement avec l'amiral Killigrew et l'amiral Delaval à la tête de la flotte anglaise. En 1693 et 1694, il est impliqué dans différents combats contre la flotte française dans la Manche. En 1696, il est promu Admiral of the Blue et en 1702 Admiral of the White par la Reine Anne. Sir Cloudesley est alors un des favoris de la Reine.

### Homme politique et bienfaiteur
En 1694, Shovell s'installe avec sa femme à May Place à Crayford, dans le Kent, et en 1695 il est élu Member of Parliament pour la ville de Rochester. À Crayford, il finance la restauration de l'église paroissiale Saint Paulinus. Shovell siège comme MP pour Rochester jusqu'à sa mort. À cette époque, il joue le rôle de bienfaiteur pour la ville, payant sur ses propres deniers la réalisation des moulures en plâtre ornant le plafond de l'hôtel de ville et la cloche du marché, ainsi que son horloge et la façade de brique décorée du Butchers' Market, (aujourd'hui Corn Exchange). Tous ces cadeaux ont survécu jusqu'à aujourd'hui à l'exception de l'horloge qui était si détériorée qu'elle dut être remplacée en 1771, par la Rochester Corporation.
Shovell est également Commissioner of the Sewers, responsable de l'entretien des berges de la Tamise entre Deptford et Gravesend.

### Commandant en chef des flottes britanniques
En 1702, Shovell rapporte en Angleterre le butin pris à Vigo sur la flotte franco-espagnole après leur capture par l'Amiral Rooke, et en janvier 1704 il est nommé Rear-Admiral of England. Toujours en 1704, il sert sous les ordres de l'amiral Rooke en Méditerranée et participe à la prise de Gibraltar. Le 13 janvier 1705 Shovell devient Admiral of the Fleet et le 1er mai il reçoit le commandement du corps expéditionnaire en Méditerranée, conjointement avec Charles Mordaunt, 3e comte de Peterborough, avec lequel il assiège et prend Barcelone. En novembre 1706 sa carrière militaire est à son apogée lorsqu'il est nommé Commandant en chef des flottes britanniques alors qu'il et à Lisbonne. À l'été 1707, il commande la composante navale de assiège Toulon. Pendant la guerre de Succession d'Espagne, une force combinée anglaise, autrichienne et hollandaise placée sous le commandement du Prince Eugène assiège et tente de prendre le port français de Toulon. Pendant cette campagne, qui dure du 29 juillet au 21 août, la Grande-Bretagne déploie une flotte en soutien aux unités terrestres. Conduite par Shovell, les vaisseaux anglais croisent en Méditerranée, attaquent Toulon et infligent des dégâts à la flotte du Levant basée dans le port. Cette campagne est un échec et l'alliance est défaite par les armées franco-espagnoles. La flotte anglaise reçoit alors l'ordre de se retirer, à Gibraltar puis à Portsmouth à la fin octobre.

## Mort lors du désastre naval de Sorlingues

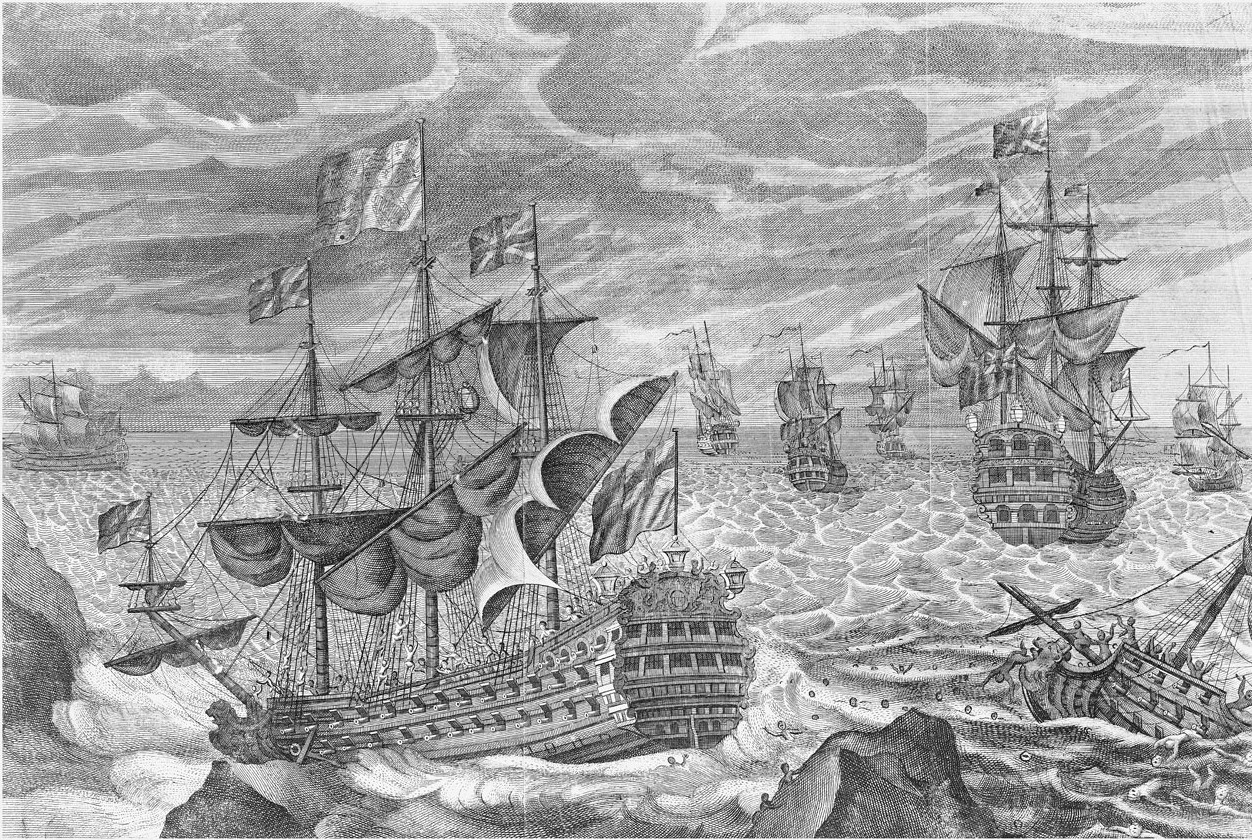
Une gravure du XVIIIe siècle du désastre, avec le au centre

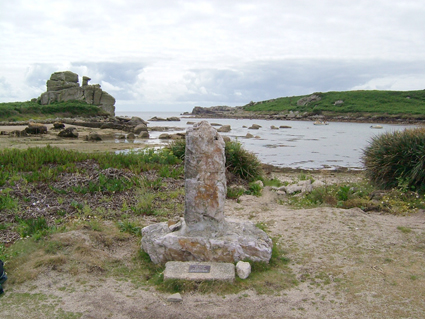
Mémorial à Porthellick Cove où le corps de Shovell s'échoue

Alors qu'il ramène sa flotte en Angleterre après l'expédition de Toulon, le vaisseau commandé par Shovell, le HMS Association heurte des rochers vers 20 h le 22 octobre 1707 à proximité des Isles of Scilly (Sorlingues) tout comme plusieurs autres bâtiments de la flotte, et selon les témoignages des marins présents à bord du HMS St George il sombre corps et bien en trois ou quatre minutes. Sur les 800 hommes d'équipage, tous périssent. Au total, quatre vaisseaux, le HMS Association, HMS Eagle, HMS Romney et HMS Firebrand ainsi que près de 2 000 marins perdent la vie cette nuit là, le désastre naval de Sorlingues étant l'un des plus importants désastres de l'Histoire britannique (en). Il sera déterminé par la suite que la principale cause de ce désastre est l'incapacité des navigateurs de calculer précisément leur longitude
Ce qui arriva alors à Sir Cloudesley Shovell n'est pas connu. Le plus probable étant, considérant que son corps a été retrouvé à sept miles du lieu de naufrage, que Shovell ait abandonné son vaisseau à bord d'une chaloupe en compagnie de ses deux beaux-fils Narborough, du capitaine de l'Association, Loades, et d'un chien de compagnie et qu'il se noyèrent en tentant de regagner le rivage. Le corps de Shovell, ainsi que ceux de ses beaux-fils et du capitaine Loades, s'échouent à Porthellick Cove près de St Mary's et sont retrouvés le lendemain. Un petit mémorial sera par la suite érigé sur le site. Le corps de Shovell est identifié par le Commissaire du HMS Arundel qui connaissait bien l'amiral. Il est identifié par « un grain de beauté noir sous son oreille gauche, ainsi que par la première phalange d'un de ses index étant brisée vers l'intérieur. Il avait également une blessure au bras droit, et une autre à la cuisse gauche ». Les circonstances selon lesquelles sa dépouille est retrouvée donnèrent naissance à de nombreuses histoires (voir ci-après). Shovell est enterré temporairement sur la plage à Porthellick Cove . Sur ordre de la reine Anne, son corps est par la suite exhumé et transporté à bord du HMS Salisbury jusqu'à Plymouth, où il est embaumé par le docteur James Yonge. Il est ainsi transporté à Londres. Sur le trajet depuis West Country, des foules importantes se massent pour lui rendre un dernier hommage. Le 22 décembre 1707, il est enterré dans l'abbaye de Westminster. L'imposant monument sous lequel il repose dans l'aile sud est sculpté par Grinling Gibbons. Ses deux beaux-fils Narborough sont enterrés dans Old Town Church à St Mary's. Le Conseil des îles Scilly a commémoré le tricentenaire du désastre en 2007.

### Légendes autour du désastre
La légende dit que Shovell était encore vivant, lorsqu'il atteint la côte de Scilly à Porthellick Cove, mais qu'il est assassiné par une femme désireuse de lui voler la bague inestimable sertie d'émeraude que lui avait offert un ami proche, le capitaine Lord Dursley. À cette époque, les îles Scilly avaient la réputation d'être un territoire sauvage et sans loi. Selon une lettre écrite en 1709 par Edmund Herbert, un jeune homme envoyé à Scilly par la famille Shovell pour localiser et récupérer les biens appartenant à l'amiral, le corps de Sir Cloudesley est trouvé dans un premier temps par deux femmes « dépourvu de sa chemise » et « sa bague également disparue de son doigt, qui avait cependant laissé une marque sur son doigt ». Elizabeth, sa veuve, offre une récompense importante pour la restitution des biens de la famille. Le récit du crime n'aurait été rendu public que trente ans après lorsque la femme, sur son lit de mort, confesse avoir tué l'amiral au prêtre qui était présent et lui montre la bague volée, et ce dernier la restitue au 3e comte de Berkeley.
Un autre récit dit qu'un marin présent sur son vaisseau a essayé de prévenir son commandant qu'ils avaient dévié de leur route, soit qu'il ait été natif des îles Scilly et qu'il ait reconnu l'odeur distincte de cette terre, soit qu'il ait gardé son propre journal de bord et ait réussi à calculer la position plus précisément que le capitaine (cette variante apparaît à la fin du XIXe siècle), mais Shovell le fit pendre au mât de vergue pour incitation à la mutinerie. Bien qu'il soit probable que des débats aient eu lieu entre les marins du vaisseau à propos de l'emplacement du vaisseau et qu'ils aient eu peur pour son sort (de tels débats étaient courants au moment d'entrer dans la Manche comme le note Samuel Pepys en 1684), il n'existe cependant aucun document contemporain indiquant qu'un homme ait été pendu. Quoi qu'il en soit, que ce marin ait existé ou pas, il serait mort quoi qu'il arrive avec le reste de l'équipage de l’Association quelques heures plus tard.

## Shovell, dans les œuvres de fiction
Shovell est incarné par l'acteur anglais Jonathan Coy dans le téléfilm Longitude (2000). Une référence est également faite à cet amiral dans le roman de Patrick O'Brian Blue at the Mizzen dans lequel Monsieur Woodbine se rappelle faire voile vers Sorlingues les huniers déployés au vent et en espérant ne pas s'abîmer sur le récif « comme Sir Cloudesley Shovell ».
Dans le roman de Robert Goddard Name to a Face, la quête de la bague que Shovell portait lors du naufrage de l'Association est l'élément central de l'histoire.
Une taverne d'Halifax du nom de Shovell apparaît dans le roman de Paul Marlowe, Knights of the Sea.

## Sources et bibliographie
- (en) Cet article est partiellement ou en totalité issu de l’article de Wikipédia en anglais intitulé « Cloudesley Shovell » (voir la liste des auteurs).

En anglais :
- (en) « Cloudesley Shovell », dans Encyclopædia Britannica [détail de l’édition], 1911 (lire sur Wikisource).
- (en) Life and Glorious Actions of Sir Cloudesley Shovl (1707); Gilbert Burnet Own Times; various discussions in Notes and Queries, 5e éd., vols. x. et xi.;
- (en) TH Cooke, Shipwreck of Sir Cloudesley Shovel (1883).
- (en) John Campbell, Memoirs of Sir Cloudesley Shovel, Knt. Rear-Admiral of England, Etc. From Lives of the Admirals by, Publ. 1744. public domain transcript
- (en) Stephen Rayner, The murder of a naval hero, Memories page, Medway News, 9 septembre 2005.
- (en) Simon Harris, Sir Cloudesley Shovell: Stuart Admiral, Spellmount 2000.  (ISBN 1-86227-099-6)
- (en) John B. Hattendorf, Sir George Rooke and Sir Cloudesley Shovell in Peter Le Fevre et Richard Harding, eds. Precursors of Nelson: British admirals of the eighteenth century, Chatham, Londres, 2000.